# جمهورية الكونغو
جمهورية الكونغو (بالفرنسية: République du Congo)‏، باللينغالا: Republíki ya Kongó، بالكيتوبا: Repubilika ya Kôngo)، ويُشار إليها باسم الكونغو–برازافيل للتمييز بينها وبين جمهورية الكونغو الديمقراطية التي عاصمتها كينشاسا، هي دولة تقع في وسط أفريقيا، تحدّها الغابون، الكاميرون، جمهورية أفريقيا الوسطى، جمهورية الكونغو الديمقراطية وأنغولا. تضم هذه البلاد أراضي شاسعة تقدر بـ 342,000 كم2 ويبلغ عدد سكانها ما يقرب من 3,686,000 نسمة وتعد جهة رئيسية لسياحة المغامرة. اللغة الفرنسية هي اللغة الرسمية للكونغو، ويتحدث السكان لغتين وطنيتين اللينغالا في برازافيل في الجزء الشمالي من البلاد، أما جنوبه فهناك لغة الكيتواب في بوانت-نوار.

## التاريخ
شهدت الألفية الأولى ق.م: هجرة قبائل البنتو القادمة من الشمال وتكوين عدة مملكات (كوتا، باتيكي، باكونغرس، مبوشيس) بهذه المنطقة. وفي 1482 م: اكتشف «ديوغو كام» منبع نهر الكونغو. وفي القرن الخامس الميلادي، شهد تجارة العبيد السود بوسط أفريقيا وفي عام 1880 م وقّع «بيار سافورنيان دي برازا» معاهدة حماية فرنسية، مع الملك الباتيكي الماكوكو، وفي عام 1885 م تم رسم حدود المنطقة في مؤتمر برلين. وفي عام 1886 م أصبحت الكونغو مستعمرة فرنسية وسمي «برازا» مفوضا عاما بالكونغو الفرنسية، وفي عام 1891 م تم إنشاء مستعمرة «الكونغو الفرنسية». وفي عام 1903 م، تمت إعادة تسمية هذا التراب بالكونغو الوسطى، وفي عام 1910 م تم إدماج الكونغو الوسطى بإفريقيا الاستوائية الفرنسية وعاصمتها برازافيل. وفي 1940 م انضمت الكونغو إلى صف فرنسا الحرة، وفي 1944 م تم تنظيم مؤتمر برازافيل حول مستقبل المستعمرات الفرنسية واجتمع «شارل ديغول» بممثلي الأقاليم المستمرة. وفي 1956 م تم انتخاب «فولبار يولو» رئيسا لبلدية برازافيل وفي 1958 م تم قبول استقلال الكونغو بموجب استفتاء في الأمة الفرنسية بنسبة 90 بالمائة. وأصبحت جمهورية مستقلة و«فولبار يولو» رئيسًا للوزراء. وفي عام 1959 م تم انتخاب «يولو» رئيسًا للجمهورية، وفي 15 أغسطس 1960 م استقلت الكونغو الوسطى تماماً عن فرنسا وأصبحت جمهورية الكونغو، وفي عام 1963 م، انتفاضة الشعب في «الثلاثة المجيدة» واستقالة «يولو» وانتخاب ألفونس ماسامبا ديبا رئيسًا للجمهورية، وفي 1969 م استولى القائد «ماريان نغوابي» على السلطة وأسس حزب العمال الكونغولي ذي الإتجاه الماركسي واغتيل سنة 1977 م، وفي 1970 م، أصبحت الكونغو تدعى جمهورية الكونغو الشعبية. وفي عام 1979 م: أصبح العقيد «ساسو- نغيسو» رئيسًا للجمهورية على رأس حزب العمال الكونغو لي، وأعيد انتخابه في سنة 1984 م وفي سنة 1989 م، ومابين عامي 1986 و1988 م انخفضت أسعار النفط، المورد الأساسي لمداخيل الدولة وإعادة صندوق النقد الدولي ترتيب الديون. وفي 1990 م، اندلعت العديد من المظاهرات بالبلاد. وفي عام 1991 م، تم تنظيم مؤتمر وطني وتبني دستور جديد، أرسى نظام التعددية السياسية والقطيعة مع النظام الماركسي الذي تواصل إلى تلك الفترة. وفي 1992 م، انتخب باسكال ليسوبا على رأس البلاد. استمرت الحرب الأهلية من جويلية 1993 م إلى سنة 1994 م. وفي عام 1994 م انخفضت قيمة الفرنك الكنغولي، وفي جوان 1997م عاودت المواجهات في مدينة برازافيل بين الجيش وميليشيات «ساسو- نغيسو». وفي 7 أكتوبر 1997 م انتهت الحرب وأصبح «ساسو- نغيسو» على رأس البلاد وتلا ذلك فترة انتقال سياسي الكونغو. وشهد عام 1999 م استمرار القتال بين الجيش والمليشيات.

## الحكومة والسياسة
كانت الكونغو في السابق إقليماً ضمن إفريقيا الاستوائية الفرنسية، وكان يُسمى الكونغو الأوسط. حصلت على استقلالها في عام 1960م واسمها الرسمي جمهورية الكونغو الشعبية.
حكومة جمهورية الكونغو هي نظام شبه رئاسي وينتخب الشعب الرئيس الذي يعتبر أعلى سلطة في البلاد لفترة خمس سنوات. ويعين الرئيس رئيس الوزراء ومجلس الوزراء الذين يساعدونه في القيام بأعباء الحكم اليومية. ويقوم البرلمان الذي يتكون من هيئتين: المجلس الوطني ومجلس الشيوخ بتشريع القوانين الكونغوية. ينتخب الشعب أعضاء المجلس الوطني (125 عضوًا) لفترة خمس سنوات، بينما ينتخب مجالس الحكم المحلي أعضاء مجلس الشيوخ (60 عضوًا) لفترة ست سنوات.
منذ التسعينيات، تتمتع البلاد بنظام سياسي متعدد الأحزاب ويهيمن عليه الرئيس ديني ساسو نغيسو. أطاح انقلاب عسكري قادة الجنرال ديني ساسو نغيسو بالحكومة المنتخبة في الكونغو عام 1997م. نصّب ساسو ـ نقويسو نفسه رئيساً للبلاد، وأقام حكومة انتقالية. شاركت الأحزاب السياسية في منتدى للوحدة والمصالحة الوطنية في عام 1998م. وقد انتخبت هذه الأحزاب 75 عضواً للمجلس الوطني الانتقالي. ويعمل المجلس الانتقالي بوصفه برلمان الدولة إلى حين إجراء الانتخابات التشريعية. ومن المنتظر إعداد دستور جديد يطرح على الشعب في استفتاء للموافقة عليه.

### التقسيمات الإدارية
تنقسم جمهورية الكونغو إلى 12 إدارة (departments)، وتنقسم الإدارة إلى شعبيات (communes) ومقاطعات (districts).

إدارات جمهورية الكونغو

وهي كالأتي:
| - بوانزا - كفيي - غرب كفيي - كويلو - ليكوموأو - برازافيل |  | - ليكوالا - نياري - بلاتو ( الهضاب ) - بوول - سانغا - بوانت نور |

### حقوق الإنسان
مجرمون ذو قبعات زرق وثائقي يتحدث عن أكثر من 5000 حالة اغتصاب للقصّر من قبل جنود حفظ السلام (الذين يرتدون قبعات زرق) في الكونغو التي ترزح تحت حروب وتقلبات سياسية منذ التسعينيات.
يقول المؤسس لإحدى الجمعيات التي ترعى ضحايا الاغتصاب: «الضحايا هنا يتراوح أعمارهن بين 9 سنوات وحتى 65 سنة والحالة الشائعة أكثر هي الاغتصاب الجماعي».
ثم يكمل:«لا يستطيع أحد أن يحاسب جنود حفظ السلام لأنهم يملكون المال فهم يتقاضون رواتب وهذا نادر في الكونغو. يجد بهم حماية أطفالنا لا اغتاصبهم».
ثم يختم قوله:«الدعارة هي المهنة الثانية في الكونغو والجنود يملكون المال فلماذا لا يذهبون للعاهرات المحترفات» ويجيب نفسه: «العاهرات يحتمل حملهن للإيدز مما يجعلهم يبحثون عن العذراوات والأطفال».
يذكر أن بعثة الأمم المتحدة لحفظ السلام والتي تتكون من جنسيات متعددة هي الأكبر ويبلغ عدد أفرادها 20,000 جندي يتقاضون رواتب فيما يفترض أن يقوموا بحماية الكونغوليين.

## الجغرافيا

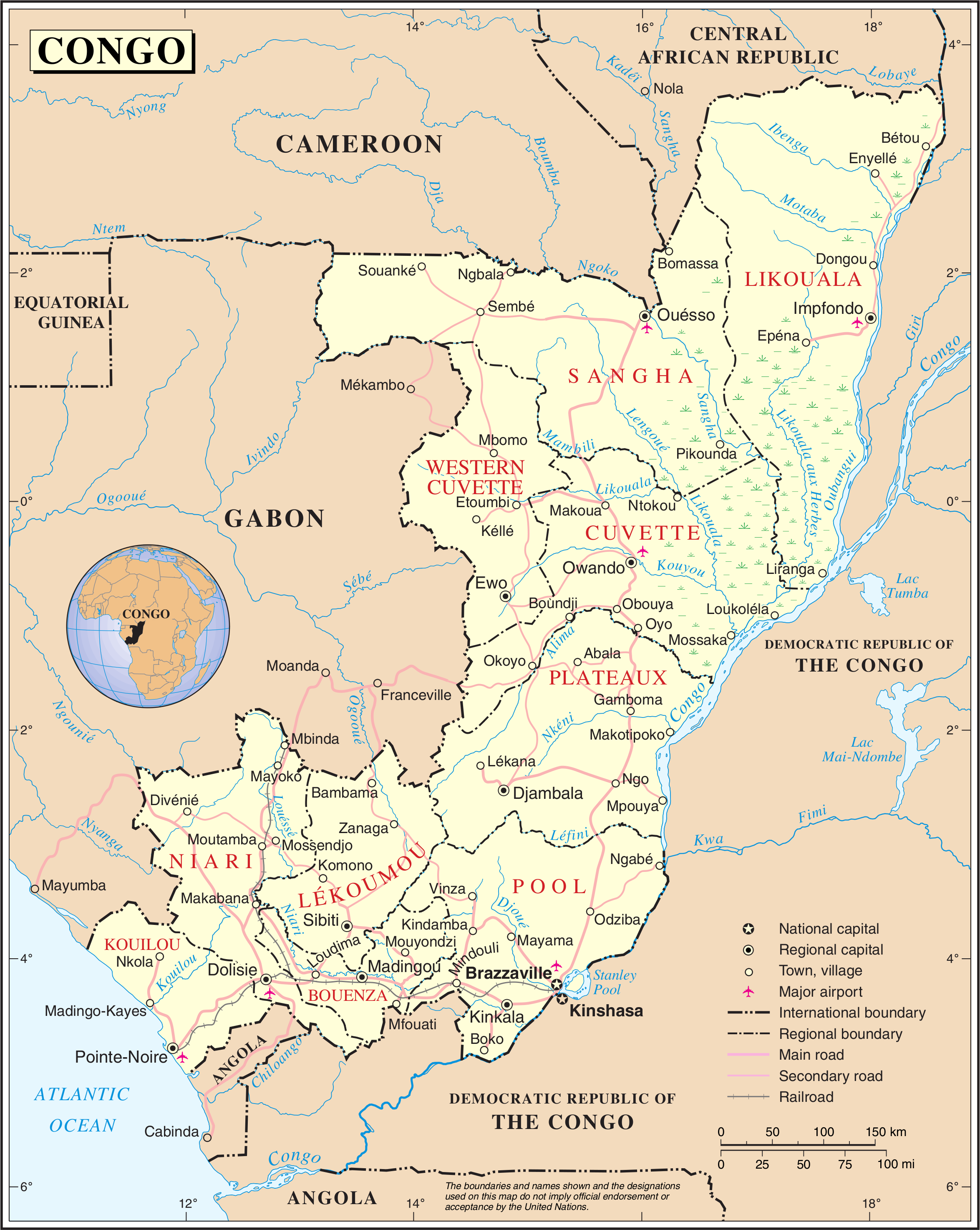
خريطة جمهورية الكونغو.

تقع جمهورية الكونغو - برازافيل في وسط غرب أفريقيا، ومن أهم جيرانها الجابون والكاميرون في الغرب، وجمهورية أفريقيا الوسطي في الشمال، الكونغو كينشاسا في الشرق، وأنغولا في الجنوب الغربي، ومن حيث السطح تغطي الغابات الكثيفة الكثير من الأراضي وهناك سهل ساحلي يؤدي إلى وادي نهر نياري الخصيب، وهذا السهل الساحلي يمتد مسافة قصيرة علي ساحل المحيط الأطلنطي وبفصل وادي نهر نياري بين السهل الساحلي وبين الهضبة الوسطى أما منطقة الغابات فتجري فيها روافد نهر الكونغو التي تجري في اتجاه الجنوب علي امتداد الحدود الشرقية للبلاد مع زائير إلى بحيرة ستانلي
ومن أهم مدنها:-
- برازافيل
- مدينة نكاي
- مدينة لويومو

وأهم موانئ:-
- ميناء بوانت
- ميناء نوار

### المناخ

خريطة تصنيف كوبن للمناخ في جمهورية الكونغو.

مناخ الكونغو ينتمي إلى الطراز الاستوائي، ترتفع حرارته في معظم شهور السنة، وتتساقط الأمطار معظم العام بكميات وفيرة، وتزداد في الاعتدالين.
الكونغو قطر حار رطب، يقع في غربي وسط إفريقيا. يمر عبر الكونغو خط الاستواء، وتغطي الأدغال وأشجار الكروم المتشابكة والغابات الكثيفة النصف الشمالي منه، ومعظم هذا الجزء من البلاد تعيش فيه الحيوانات. ينتقل العديد من السكان الذين يعيشون هناك على زوارق طويلة خفيفة ضيقة تسير بالمجداف.
معظم التربة في الكونغو فقيرة ولكن توجد به ثروات معدنية عديدة. كما يمثل الكونغو مركزاً للنقل والمواصلات. وتُعد بوانت نوار، على ساحل الأطلسي، ميناءً مهماً، تستخدمه الجابون، وجمهورية إفريقيا الوسطى وتشاد في نقل بعض تجارتها؛ لأنَّها لا تملك منافذ على البحر.

## السكان
يبلغ عدد سكان الكونغو حسب إحصاء 2023 نحو 6,142,180 نسمة. يعيش معظمهم إمَّا على الحدود الجنوبيّة بالقرب من برازافيل أو على الساحل حول بوانت نوار.
وينتمي السكان إلى أربع مجموعات رئيسية: الكونغو، الباتيكي، الأمبوكي، السانغا. وتضم كل منها مجموعات فرعية. ينتمي نحو 45% من السكان إلى مجموعة الكونغو، وهم مزارعون يسكنون غربي وجنوب غربي برازافيل. وينتمي نحو 20% إلى مجموعة الباتيكي وهم يسكنون شمالي برازافيل ويعيشون على صيد الحيوانات والأسماك. ونحو 10% من السكان من الأمبوكي الذين كانوا في السابق يعتمدون على صيد الأسماك أمَّا اليوم فيعمل العديد منهم فنيين، وفي الوظائف الحكومية في المدن، بينما يسكن السانغا في مناطق الغابات الشمالية.

### الدين
<div style="border:solid transparent;position:absolute;width:100px;line-height:0;
الدين في جمهورية الكونغو حسب «قاعدة بيانات الديانات العالمية» (2015)
المسيحية هي الديانة السائدة في جمهورية الكونغو، يشكل الكاثوليك حوالي 50.5% من السكان والبروتستانت 40.2%. أغلبية المسيحيين في البلاد هم من الكاثوليك، في حين يضم ما تبقى مختلف الطوائف المسيحية الأخرى. أتباع الإسلام يشكلون 10.3% من السكان،[بحاجة لمصدر] وهذا يرجع أساسًا إلى تدفق العمال الأجانب إلى المراكز الحضرية.

## التعليم
غالبية كبار السن من الكونغوليين لايستطيعون القراءة أو الكتابة، ولكن يتلقى نحو 75% من الأطفال تعليماً ابتدائياً. ويتيح معهد الدراسات الإدارية والفنية العليا في برازافيل فرص التعليم العام لسكان الكونغو والطلاب من جمهورية إفريقيا الوسطى وتشاد والجابون.

## الاقتصاد
تنتج الكونغو النفط البحري الذي يمثل 90% من صادراته، ويمتلك الكونغو ثروات من البوتاس، والنحاس والماس والذهب بالإضافة إلى قدرات كهرومائية. ويصدر الأخشاب المدارية مثل الأبانوس والأكاجو، ويمتلك الكونغو شبكة مواصلات بحرية هامة، (برازافيل على نهر الكنغو وبواتنوار في المحيط الأطلسي).
الفلاحة معيشية بالأساس (المانيهوت، الأرز، الذرة). وتتمثل الزراعات الموجهة للتصدير في قصب السكر والكاكاو، القهوة، الموز، القطن، الفول السوداني، منتج النخل الكرنبي. ويبقى البلد شديد التبعية في المنتجات الغذائية لدول أخرى. يعد النسيج الصناعي قليل الأهمية ويدور حول صناعات التحويل. ولم تسمح الوضعية السياسية المضطربة والحروب الأهلية وانخفاض قيمة الفرنك الكنغولي بنمو الاقتصاد رغم قدراته.
ويبقى الدين الخارجي كبيراً ولم تأتِ البرامج التي وضعتها المنظمات الدولية بفائدة تذكر.

## مزيد من القراءة
- المركز الدولي للبحث العلمي
- المركز الدولي للبحث العلمي
- Maria Petringa, Brazza, A Life for Africa (2006) (ردمك 978-1-4259-1198-0)